# Eddy
『eddy』（エディ）は、delofamiliaの2枚目のオリジナルアルバム。2009年4月8日にgr8! Recordsから発売された。

## 概要
ORANGE RANGEのリーダーNAOTOによるソロプロジェクトであるdelofamiliaの2枚目のアルバム。ボーカルはRie fuを迎えた。ちなみに、Rie fuの4枚目のアルバム『URBAN ROMANTIC』も同日発売。
初回生産限定盤のみ、2月5日に東京オペラシティでのライブから9曲とオフショットを収録したDVD付き。
6月5日から2ndアルバム『eddy』を引っ提げたdelofamilia初のTOURを行った。

## 収録曲

### CD
1. blond head（eddy version）
2. down
3. no promises
4. rebirth
5. belle
6. meteorite night, tonight
7. wounded
8. feather
9. see you
10. primal -next morning-

### DVD
1. introduction
2. no promises
3. Wounded
4. blond head
5. Document of delofamilia
6. meteorite night, tonaight
7. primal -next morning-
8. balance
9. see you